# François Cabarrus
Pour les articles homonymes, voir Cabarrus.
François Cabarrus (en espagnol : Francisco Cabarrús), comte de Cabarrús et vicomte de Rabouillet, né à Bayonne le 8 octobre 1752 et mort à Séville le 27 avril 1810, est un financier et économiste franco-espagnol.
Conseiller du roi Charles III d'Espagne, fondateur de la banque San Carlos (première banque centrale espagnole), créateur du premier papier-monnaie espagnol, Cabarrus est fait comte par Charles IV. Accusé de détournement et emprisonné en 1790, il est libéré deux ans plus tard. En 1808, pendant l'occupation française de l'Espagne, Joseph Bonaparte en fait son ministre des Finances, fonction qu’il occupe jusqu'à sa mort.
Cabarrus occupe une place importante parmi les Espagnols du siècle des Lumières, du fait de son caractère volontaire, de son immense capacité de travail, de la variété de ses centres d’intérêts intellectuels et de sa volonté de changer la société. L'historien français Jean Sarrailh le cite ainsi parmi les Espagnols illustres de la fin du XVIIIe siècle.

## Biographie

### Jeunesse
François Cabarrus descend d’une famille de négociants avec l’outre-mer et de marins du Pays basque, anoblie en 1789[réf. nécessaire], son père, Dominique-Eugène Cabarrus, est un riche négociant et armateur de navires négriers qui a fait fortune dans la pratique du commerce triangulaire avec les Antilles, notamment la colonie de Saint-Domingue, depuis le port de Bordeaux. Il fut un défenseur de la doctrine des solitaires de Port-Royal. Il est le fondateur de la loge maçonnique La Zélée de Bayonne. Il envoie son fils, à l'âge de 11 ans, chez les pères oratoriens, à Condom. Comme tous les membres de sa famille, il apprend à parler le français, le basque et l’espagnol.
François Cabarrus passe au collège de l’Esquile à Toulouse pour y faire son cours de philosophie; il multiplie les aventures amoureuses et revient à Bayonne. Son père l'envoie à Saragosse pour parler la langue espagnole couramment et s'y perfectionner dans le commerce. Mais ce genre d'études ne lui convient guère, il quitte Bayonne.

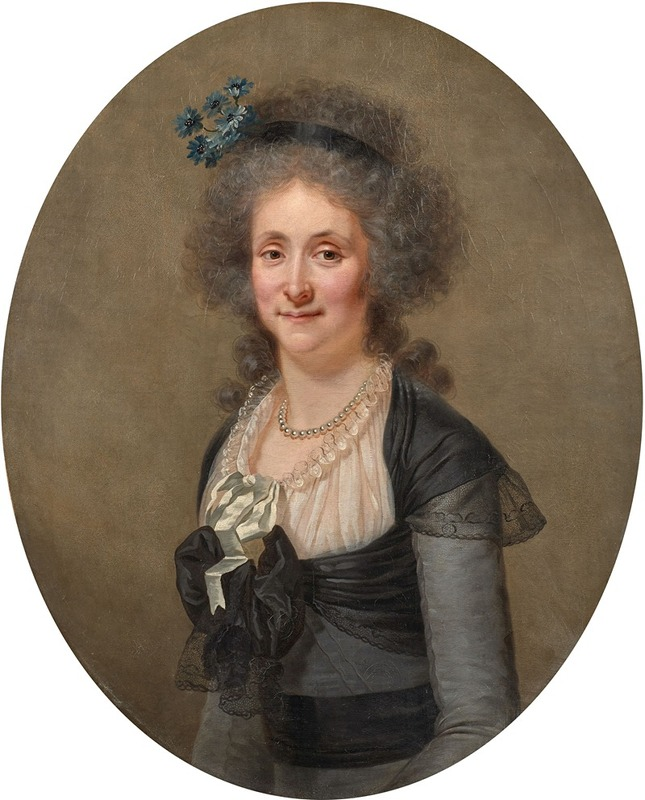
Portrait de Maria Antonia Galabert y Casanova, comtesse de Cabarrus (1755 -1827).

Il part en 1770 à Valence. Il est accueilli par la famille d’un négociant important, un Français établi en Espagne et marié à une Espagnole. Cet industriel est un correspondant des sociétés commerciales des Cabarrus. L’une des filles de ses hôtes, Maria Antonia de Galabert y Casanova (1755-1827) tombe amoureuse de lui, ils se marient le 2 octobre 1772, sans l’accord des Galabert, à Valence. Dominique, le père de François lui coupe les vivres. Le jeune couple s'établit au château de Carabanchel Alto. Là, François Cabarrus reprend la fabrique de savon du grand-père et parrain de sa femme.

### Le financier (1773)
François Cabarrus devient l’ami des élites intellectuelles madrilènes. Il est un grand admirateur des philosophes des Lumières, notamment Rousseau. Gaspar Melchor de Jovellanos, Pablo de Olavide et Pedro Rodríguez de Campomanes, vont lui permettre de devenir un familier de la cour, où les conseillers étrangers sont nombreux et très écoutés. Le roi Charles III, lui-même, est très favorable aux réformes, qui sont défendues par un cercle d'hommes politiques, comme Jovellanos, Campomanes, Floridablanca et Aranda. Il faut moderniser un pays qui est très arriéré dans bien des domaines.
Cabarrus se distingue, en particulier dans le domaine financier. Il participe aux réunions des Sociedades económicas de amigos del país (es), avec des francs-maçons, comme lui. Il est membre de La Grande Loge indépendante d'Espagne. Il participe aussi à la Sociedad Económica Matritense (es). En 1781, il se fait naturaliser Espagnol avec toute sa famille.
En 1773, il fait nommer, comme commissionnaires, pour percevoir les fonds de l’emprunt du canal de Murcie, les frères Dubernad (Armand Joseph Dubernad), qui sont aussi amis.

### Le papier monnaie (1779)
La guerre d'indépendance des États-Unis est déclarée, et en 1779, l'Espagne rejoint l'alliance conformément au pacte de famille entre les Bourbons. Privée de ses ressources du Mexique, le roi éprouve de l'embarras pour fournir aux dépenses de la guerre. Le gouvernement recherche les avis des personnes expérimentées, et le ministre des finances, qui avait distingué Cabarrus, le consulte sur les moyens de rétablir les finances et le crédit de l'État.
Cabarrus conçoit alors le projet de la création des billets royaux, espèce de papier-monnaie portant intérêt. On adopte son plan, et on crée pour dix millions de piastres en billets royaux, qu'on divise en coupures qui peuvent rendre plus facile le calcul des intérêts que chaque billet produit par jour. Ces billets doivent être renouvelés chaque année, et les intérêts échus payés au dernier porteur. Ils ont d'abord un très grand succès, et sont même préférés à la monnaie effective sur laquelle ils gagnent une prime, ce qui donne une grande influence à Cabarrus.

### La banque centrale espagnole (1782)
Cabarrus fonde la Banco de San Carlos, ancêtre de la future banque d'Espagne. En réalité, il est à l’origine d’un plan de rétablissement d’une ancienne banque de Saint Charles, qui est recréée le 2 juin 1782, et dont il est nommé directeur. Cette banque est chargée d'acquitter toutes les obligations du trésor. Elle est aussi chargée de l'administration des fonds des armées de terre et de mer. Elle a un rayonnement intérieur, aussi bien qu'à l'étranger, et le roi lui alloue une commission d’un sixième pour cent sur tous ses services. Le taux de ses escomptes est fixé à quatre pour cent. Le fonds capital de cette banque est porté à 15 millions de piastres fortes, et divisé en cent cinquante mille actions de 3 000 réaux chacune. Les avantages de l'établissement de cette banque sont consignés dans les comptes-rendus des assemblées générales des actionnaires du 20 décembre 1783 et 22 décembre 1784.
Dans toute l'Espagne et en Europe, des commissionnaires sont désignés pour recevoir les souscriptions. Les parents de Cabarrus achètent de grosses quantités d’actions de la banque de Cabarrus et sont commissionnaires. François Cabarrus nomme à Bayonne Dominique Cabarrus et fils jeune, la société de son père. François Cabarrus fait appel à Bordeaux à Dominique Cabarrus cadet, fondée par son oncle. Quand la première assemblée des actionnaires s'ouvre dans la résidence du gouverneur du Conseil de Castille, parmi les 112 personnes ou institutions, les Cabarrus, les Lannux-Dubernad et les familles alliées sont très présents. Les Lannux sont aussi nommés consuls d'Espagne en France et maires de Morlaix. Ils allient le pouvoir politique au pouvoir économique. Cabarrus, dispose également de l'appui des représentants du gouvernement, ce qui lui permet de conduire à sa guise les travaux de l'assemblée des actionnaires.
Michel Zylberberg, dans son étude sur les Français en Espagne au XVIIIe siècle, ajoute que les autres commissionnaires de la banque nationale de San Carlos sont pour la plupart Français ou d'origine française et que beaucoup parmi eux, avaient participé et participent avec Cabarrus, aux opérations de financement de la guerre toujours en cours. « Six maisons commerciales sont chargées de placer les 45 000 actions devant financer la guerre d'indépendance des États-Unis et elles appartiennent à des proches qui soutiennent ses projets ».
La principale tâche de l'Assemblée, consiste à élire la direction de la banque. Cela ne l'empêche pas de faire la traite des noirs, comme son père avant lui, et son fils lui succédera dans cette activité.

### La Compagnie royale des Philippines (1783)

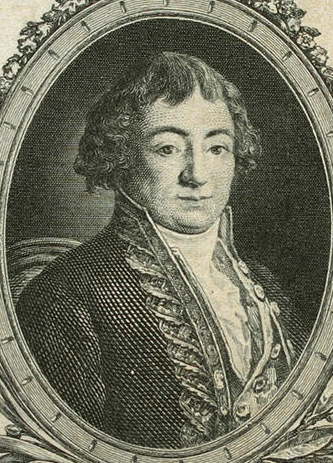
François Cabarrus.

La Compañía Guipuzcoana de Caracas avait essuyé des pertes considérables pendant la guerre. Elle avait été privée du commerce exclusif du cacao, dont elle n'a plus le privilège depuis 1784. Elle cherche à se rétablir. Cabarrus propose d'unir le commerce de l’Amérique avec celui de l'Asie par les Philippines. Son plan est adopté, la Compagnie royale des Philippines est créée le 10 mars 1783. La compagnie est instituée par une Real cédula du 10 mars 1785. Le roi donne son nom à une île de cet archipel des Philippines.

### Le canal de Cabarrus
Après avoir attaché son nom à la Banco de San Carlos et à la Compagnie royale des Philippines, Cabarrus veut acquérir de nouveaux droits à la reconnaissance de sa patrie adoptive. À l’origine, Cabarrús avait observé que la position de la capitale l'expose à une disette de subsistances et à l'impossibilité de ne s'en procurer en tous temps qu'à des prix très élevés à cause de la cherté des longs transports par terre. Il conçoit le plan d'un canal de navigation prenant sa source dans la sierra de Guadarrama, passant à Madrid, et s'unissant au Guadalquivir. Il veut aussi mettre à profit les eaux abondantes des rivières Jarama et Lozoya, pour irriguer les terres sèches du sud de la Castille. Cabarrús, avec ses fonds propres acquiert les droits des eaux des deux rivières, que la famille Echauz détenait. Le projet démarre. Le gouvernement approuve ce plan. Le ministre Pedro López de Lerena (es), fait ordonner la suspension des travaux en 1784. Le projet du canal de Cabarrus (es), fut repris et devint le canal de Isabel II, alimentant en eau la ville de Madrid.

### Le Conseil des Finances
François Cabarrus est responsable des hôpitaux (1786) et député de Madrid. Les assemblées de la noblesse de Madrid conçoivent le projet de l'établissement d'un mont-de-piété pour secourir les veuves et les enfants des gentilshommes, à l'instar de pareilles institutions existantes dans d'autres parties du royaume, mais qui n'ont rien de commun que le nom de mont-de-piété établi en France. Cabarrus lit dans une séance de la société royale économique, un mémoire où il s'élève contre les monts-de-piété en général. Il préfère les enrichir par le développement de l'industrie, du négoce, des échanges financiers ou par de nouvelles techniques agricoles comme en Angleterre. Mais la noblesse espagnole n'est pas prête, excepté dans deux provinces, le Pays basque et les Asturies.

### Attaques contre Cabarrus
Les agioteurs de Madrid, de Genève et de Paris se liguent contre Cabarrus. Ils conçoivent le projet d'accaparer les actions de la banque de Saint-Charles. Pour atteindre ce but, ils font baisser le cours de ses effets, qui jouissent de la plus grande faveur. Ces spéculateurs ont recours à la plume de Mirabeau. Il publie un libelle intitulé : De la Banque d'Espagne, dite de Saint-Charles, par le comte de Mirabeau. L'auteur attaque les bases de cet établissement, les billets royaux, la Real Compañia de Filipinas, et François Cabarrus. Cet ouvrage a beaucoup d’impact. Cabarrus profite de tout son crédit pour faire interdire l'ouvrage en Espagne et en empêcher l'introduction. En vain. 
Bien que traditionnellement attribuée à Honoré-Gabriel de Riqueti, des preuves suggèrent qu’Étienne Clavière en était le principal auteur. Le nom de Mirabeau, plus connu, a probablement été utilisé pour toucher un public plus large. Le but de la manœuvre est alors de spéculer à la baisse le cours des « Saint-Charles » en dénonçant le fait que les titres se placent avec plus de facilité et pour un meilleur prix à Paris qu’à Madrid.
Les actions de la banque tombent presque dans un discrédit total, dont la principale cause vient des négociants français, qui veulent diminuer le crédit espagnol. Cabarrus, qui jouit de l'estime et de l'affection publique, perd beaucoup dans l'esprit du peuple, qui le voit avec peine s'opposer à ces calomnies.
Cabarrús, achète le 31 décembre 1789 la baronnie de Rambouillet, dans la province du Languedoc, diocèse d'Aleth. Cette baronnie est composée des terres de Rambouillet, Prats, Frivillach et des châteaux Saquera et Rocabert et vaut 440 000 reales de vellon. Cet achat a été effectué par son Excellence Don Pedro Pablo Abarca Bolea, Ximénez d'Urrea, comte d'Aranda et de Castelflorida, Marquis de Torner de Villamant, lequel en a été autorisé par le roi de France Louis XVI, dans ses lettres d'avril 1782, et annotée dans les registres de la Salle du Parlement de Toulouse et par arrêté royal. Cela n'est qu'une partie de sa fortune qu'il estime à douze millions de reales.

### La prison (1790)
L’achat des fonds publics français achève de le discréditer aux yeux des monarchistes et catholiques espagnols, ennemis de la Révolution française. Il est accusé de disposer de la banque comme de son propre bien et de confier à ses créatures tous les emplois qui en dépendent. Quand Charles III meurt en 1788, l'administration de Charles IV met un terme aux réformes.
Cabarrus, réplique en prononçant l'éloge de Charles III dans une séance de la Société économique de Madrid, fin 1789 et insiste sur le rôle crucial et positif de la philosophie des Lumières dans le développement économique de l'Espagne. Cela lui vaut la haine des membres de l'Inquisition et de tous les ennemis des Français et de leur Révolution. Ce discours est prononcé cinq mois après le 14 juillet 1789. .Les hommes qui avaient été ses conseillers sont suspectés et poursuivis. Cabarrus lui-même est accusé de détournement de fonds, arrêté le 24 juin 1790, et jeté en prison au château de Batres, 11 lieues au sud de Madrid.

### Ambassadeur
Le roi lui accorde la liberté deux ans après, par la médiation de Manuel Godoy. Un jugement solennel le déclare innocent. Il reçoit des indemnités d'un montant de six millions de reales y est créé conde de Cabarrús, vizconde de Rabouillet et nommé gentilhomme de la Chambre par Charles IV, contre tous les statuts de la Castille.
C'est à la prière de la comtesse de Galvez, femme de Bernardo de Gálvez que le Godoy a recours à lui pour faire parvenir une ouverture à la République au moyen de la correspondance qui subsiste entre lui et sa fille, madame Tallien. Cabarrus, dont la fille a épousé le conventionnel Tallien, n’est pas étranger à la conclusion de la paix avec la France en 1795, et paraît avoir noué des intrigues à Paris en 1796 pour mettre sur le trône de France un infant.[réf. nécessaire]
En 1797, Godoy le fait envoyer en qualité de ministre plénipotentiaire au congrès de Rastadt. Cabarrus choque par ses prétentions. Le ministre et favori du roi l'éloigne de la cour. Puis, ils se réconcilient, et Cabarrus est nommé ambassadeur de Sa Majesté Catholique près la république française. Mais le Directoire refuse de le reconnaître comme étant né Français, et Godoy l'envoie à La Haye. Murat, envoyé en Espagne par Napoléon Bonaparte, fait appel à ses conseils après les évènements de Bayonne.[réf. nécessaire]
François Cabarrus ne prend aucune part dans les intrigues par lesquelles Charles IV est contraint d'abdiquer en faveur de Joseph Bonaparte. Il est assigné à résidence à Torrelaguna, une toute petite ville à quatorze lieues au nord de Madrid.

### Dernières années

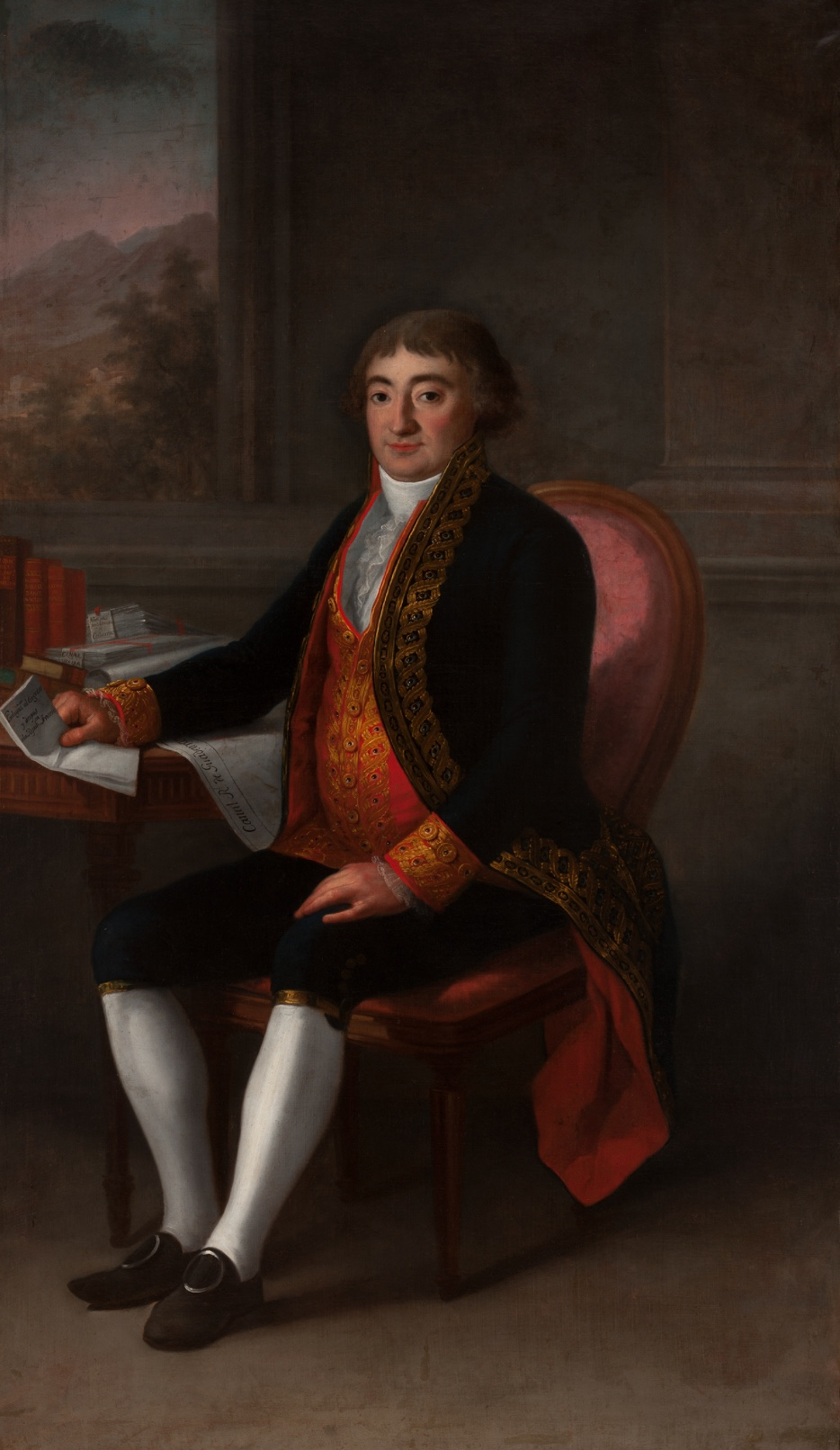
Portrait du comte de Cabarrus, par Agustín Esteve.

En 1808, Joseph Bonaparte, frère de Napoléon Bonaparte, nomme François Cabarrus surintendant de la caisse de consolidation et ministre des Finances. Cabarrus est prié par le roi de le rejoindre à Séville. Au début de la réunion gouvernementale, le ministre est atteint d'une attaque de goutte à la tête. Il meurt à Séville, le 27 avril 1810. Son corps est déposé dans l'église de Sainte-Marie.
En raison de son soutien à Joseph Bonaparte, durant son court règne sur l'Espagne, François Cabarrus est considéré comme un afrancesado. Lorsque Ferdinand VII reviendra sur le trône, la famille de François Cabarrus est persécutée, sa fortune et ses biens confisqués. Avec la tourmente politique qui suivit cette période, son héritage sera tantôt rendu, tantôt confisqué, à plusieurs reprises. Ses biens sont partagés entre le seul de ses fils encore en vie en 1810, Domingo de Cabarrús y Galabert, à sa veuve María Antonia Galabert y Casanova (1755-1827), à son frère Pedro Cabarrús y Lalanne, et à son oncle Paulino Lalanne, frère de sa mère, et à son beau-frère Paul Faurie. Thérésa Cabarrus hérite elle aussi de son père. Outre la vicomté de Rambouillet et des biens à Madrid et des fonds importants dans différentes banques, Cabarrus laisse des milliers d'hectares de terres dans la région de Valence, sur lesquelles il a fait creuser des canaux d'irrigation et qu'il a rendues fertiles par de nouvelles techniques agricoles.

## Famille et descendance

Blason des Cabarrus.

Le blason des Cabarrus est : De gueules, au chevron d'or, accompagné. de 2 étoiles d'argent, en chef, et d'une ancre de même en pointe (Navarre, Languedoc, Guyenne, Espagne).
La famille Cabarrus est originaire de Caparroso dans la Navarre espagnole et vient au début du XVIIe siècle se fixer à Capbreton.
Dominique Eugène Cabarrus (1716–1799), son père, fait du négoce international. Avec son frère Dominique-Denis Cabarrus, il fonde la Maison de Commerce "Cabarrus Père & Fils & Cie" spécialisée dans la traite négrière. Il est échevin de Bayonne, fait chevalier en mai 1759. Vice-consul d'Espagne à Bordeaux, des lettres de noblesse et règlement d'armoiries anoblissent sa famille en 1789. Les Fourcade, les Dubernad, les Lesseps et les Cabarrus, sans oublier les familles qui leur sont alliées vont tous se retrouver en Espagne à la tête d’importantes sociétés de négoces ou diplomates. Dominant le commerce mondial de la laine, la maison de la famille de sa mère, une Lalanne, est l’une des premières de la ville de Bayonne.
François Cabarrus a un frère, Pierre Étienne, comte de Cabarrus, banquier à Bordeaux, négociant et consul de la bourse de Bordeaux et deux sœurs : Jeanne, dont le fils est le négociant et homme politique français François Faurie, Catherine Martine, mariée à un Haraneder de Saint-Jean-de-Luz propriétaire de la maison dite de l'Infante, d'une famille d'armateurs enrichis au XVIIe siècle, anoblie au XVIIIe siècle.
François Cabarrus est le cousin germain de Stephen Cabarrus et de Jean-Valère Cabarrus.
Son fils aîné, le second conde de Cabarrus, Domingo de Cabarrús y Galabert (1774-1842), gentilhomme de la chambre occupera diverses fonctions gouvernementales, notamment ministre, puis gouverneur des provinces de Palencia et Valladolid. Il se marie avec Rosa Quilty y Cólogan. Leur fils se mariera avec Enriqueta Kirkpatrick, tante de l'impératrice Eugénie de Montijo et de la duchesse d'Albe. François Cabarrus a deux autres fils, dont l'un meurt jeune et l'autre en 1794 sur un champ de bataille à l'armée du Nord.
Sa fille Thérésa Cabarrus, dite Madame Tallien, est née le 31 juillet 1773 au palais de Carabanchel de Arriba, près de Madrid, et morte le 15 janvier 1835 au château de Chimay, dans le Hainaut. Elle sera successivement marquise de Fontenay, l'épouse du commissaire de la Convention Jean-Lambert Tallien après la Terreur puis celle d'un aristocrate belge le prince de Caraman-Chimay. Elle a joué un rôle non négligeable pendant la Révolution française, à Bordeaux d'abord où elle contribua à sauver de nombreuses personnalités en danger de mort, puis à Paris où elle contribua à la chute de Robespierre, d'où son surnom de « Notre-Dame de Thermidor ».

## Écrits
- Cartas sobre la felicilad publica, adressées à G. de Jovellanos, publiées après sa mort (1813) et plusieurs fois réimprimées.
- Cartas sobre los obstaculos que la naturaleza, la opinion y las leyes oponen à la felicidad publica, escritas por el Conde de Cabarrus al S. D. Jovellanos, Madrid, 1813. [Une première édition incomplète comprenant uniquement les trois premières lettres (sur cinq) a été publiée à Vitoria en 1808]
- Memoria presantado à S. M. para la formacion de un banco nacional, por mano del Excellentissimo Senor Conde de Floridablanca, su primer secretare de Estado. Madrid, 1782.
- Cabarrus, François, Cte de, Mémoire du sieur François Cabarrus pour la création d'une Banque nationale, présenté à Sa Majesté Catholique par le comte de Floridablanca, son premier secrétaire d'État, le 22 octobre 1781. Imprimé par ordre du roi Langue Français Publication Madrid, impr. de I. Ibarra : 1782 (traduction du précédent mémoire)
- Memoria sobre los montes pios, leida en la Real Sociedad economica de Madrid en 13 de Marzo de 1784.
- Memoria sobre la union del commercio de la America con la Asia, leida en la junta general de la compania de Caracas, de 3 de Julio de 1784.
- Memoria sobre los pesos, leida en la junta de la Direction del banco nacional de San-Carlo
- Cabarrus, François, Cte de, Elogio de Carlos III, rey de Espana y de las Indias, leído en la junta general de la real sociedad económica de Madrid, de 25 de julio de 1789.
- Lettre de François écrite de sa prison au prince de la paix.
- Éloge de D.M. de Musquiz, ministre des finances.
- Sa feuille périodique, Le diseur de rien, est supprimée par ordre du gouvernement.